# ボルボ・S60

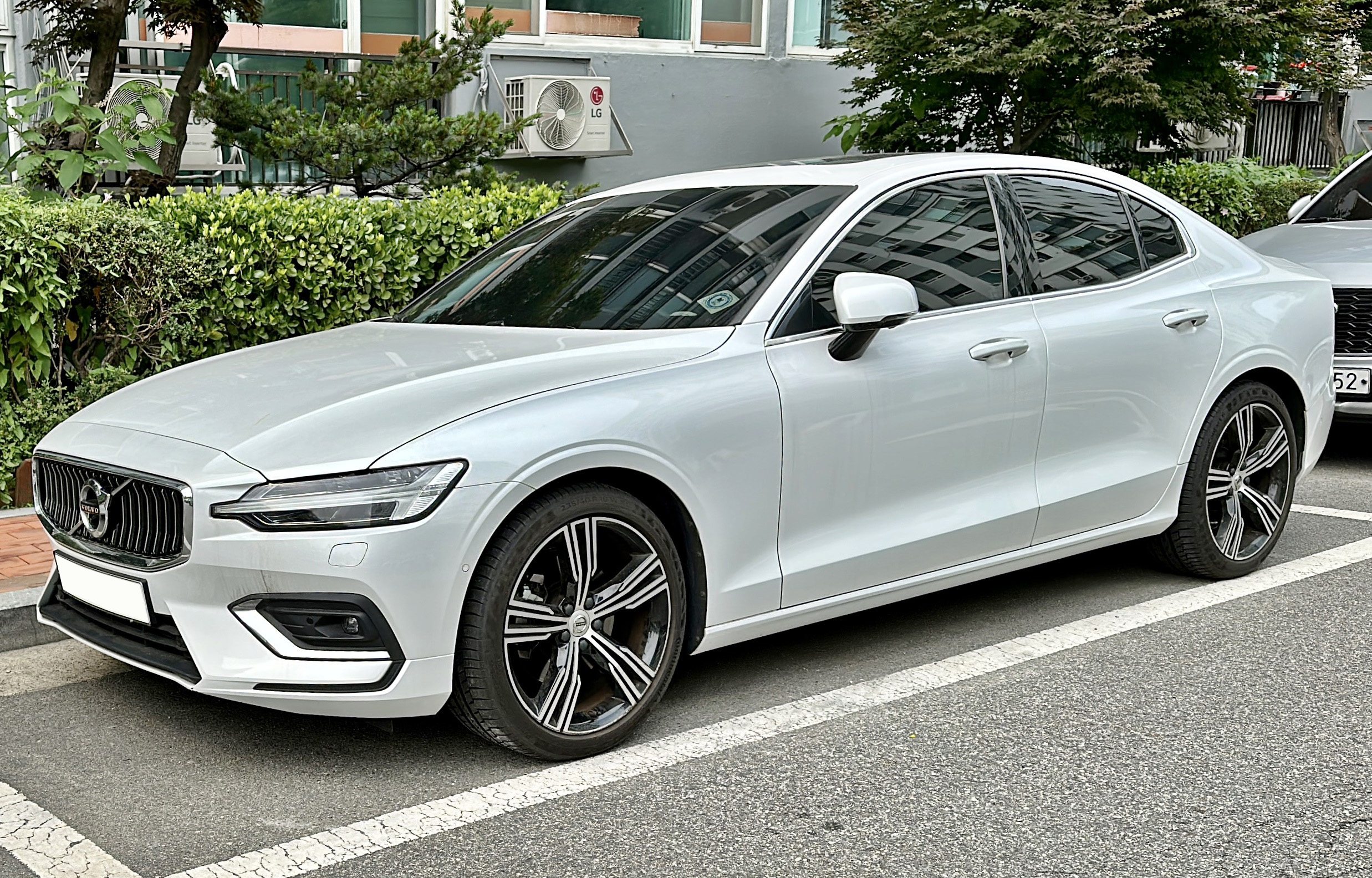
S60 (3rd generation)

S60（Volvo S60）は、スウェーデンの自動車メーカーボルボ・カーズが製造・販売するセダンである。初代はワゴン車であるV70の、2代目はV60のそれぞれ姉妹車である。また、3代目は米国から輸出される初のボルボ車になる。

## 初代（2000-2009年）

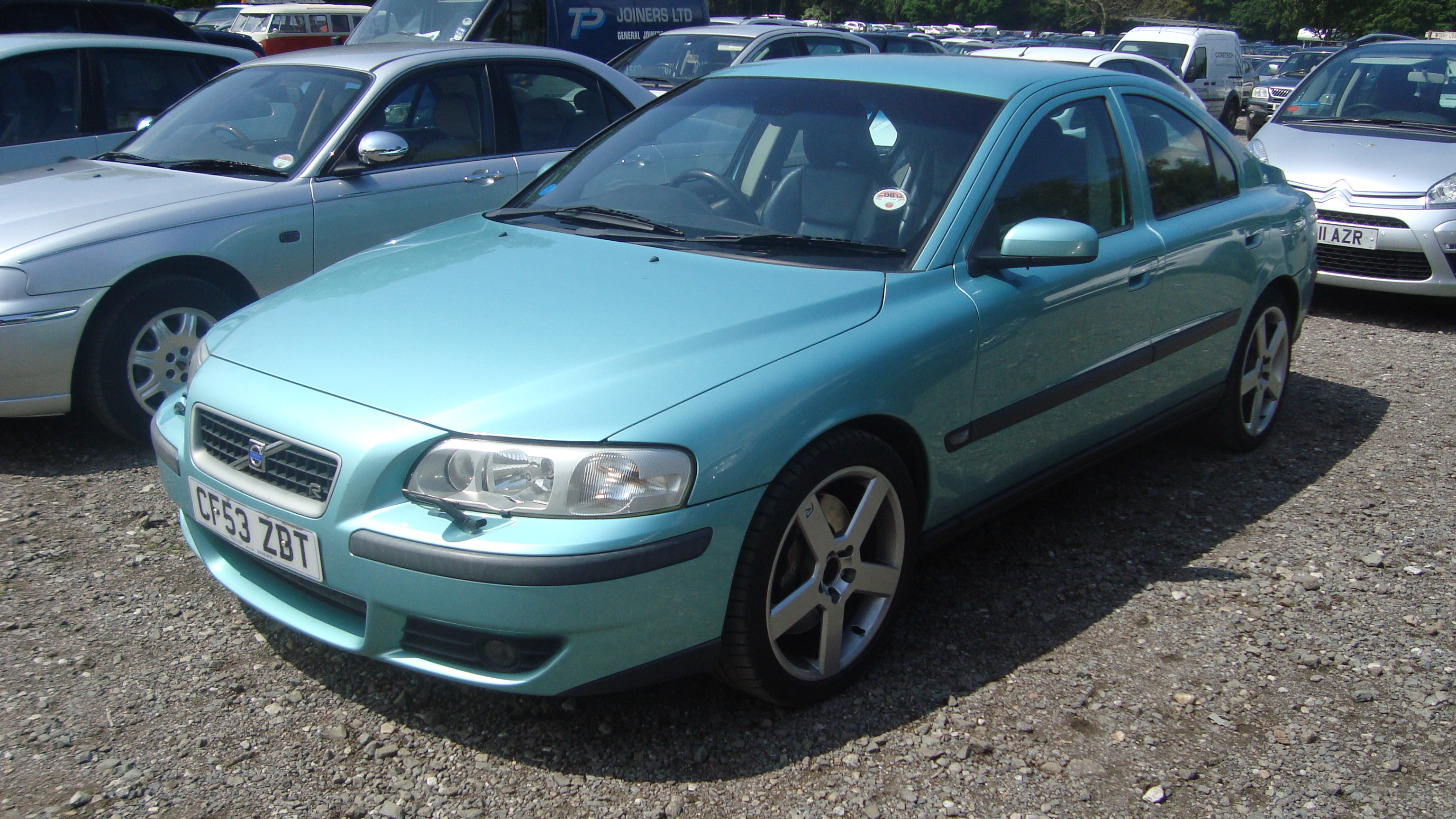
S60 R

2000年に発売。S40とS80の中間に位置し、それまでのボルボに特徴的であった角張ったデザインではなく曲線を使用した流麗なデザインが特徴。
- V70とプラットフォームを共有しており、V70はステーションワゴン、S60はノッチバック（セダン）となっている。
- 2005年にフルカラーの15インチアルミホイールを追加、ウォールナットパネルなどで高級感を高めDSTCやEBAを全車標準装備。
- 2005年8月にマイナーチェンジ。バンパーや側部のモールが車体と同色になり、ヘッドランプも変更しフロントデザインなどを一新。スポーツインテリアパッケージを追加、足回りや走行性能を高めたS60Rを追加した。
- 2009年3月31日、最終モデルがベルギーのゲント工場から出荷されたと発表[5]。

### 日本での販売
2001年1月19日、販売開始。導入されるのは2434cc直列5気筒の「2.4」、2434cc直列5気筒ターボの「2.4T」、2319cc直列5気筒ハイプレッシャーターボエンジンの「T-5」の3種類。すべてのモデルに5速ATを組み合わせる。
2001年10月1日、特別仕様車「S60 T-5 スポーツリミテッド」を12月末日まで限定で発売。「T-5」をベースにスポーツレザーシート、アルミニウムパネル、17インチアルミホイールなどを装備した。
2002年7月、エントリーモデル「S60」を追加設定し発売。
2002年11月1日、2.3 L直列5気筒ハイプレッシャーターボエンジンを搭載する「T-5 Sport」を追加。スポーティな演出の内外装や17インチ「Thor」（ソア）アルミホイールを装備する。また、オプションの「スポーツプラスパッケージ」を選択すると、BBS社製「Nebula」18インチホイールが装備される。
2003年5月22日、ハイパフォーマンスセダン「S60R」を200台限定で発売。2001年の東京モーターショーに参考出品した「PCC」（パフォーマンスコンセプトカー）の市販モデルで、300psを発揮する2.5 L直列5気筒エンジンに5速ATを組み合わせる。駆動方式はAWDで内外装も特別に変更されている。
2003年11月10日、150台限定の特別限定車「2.5T“Sport”Limited Edition」を同年11月15日から予約受付開始すると発表。2.5 L直列5気筒ライトプレッシャーターボエンジン（209ps、32.6kgm）を搭載する「2.5T“Sport”」をベースに、「ボルボカーコーポレーション（VCC）」企画のボディキットや専用17インチアルミホイールなどを装着する。
2004年9月29日、改良モデルを発表。フロントグリルやバンパー、ヘッドライトのデザインを一新したほか、「T-5 Sport」は排気量が2.3 Lから2.4 Lへ変更された。
2004年11月1日、高性能セダン「S60R」2005年限定モデルを2005年3月31日まで限定で発売。リアエンドに新デザインを採用したほか、ボディ同色モールディングやR専用アルミホイールが装備される。
2005年3月2日、200台の特別限定車「2.4スポーツエディション」を発売。「2.4」をベースに専用ボディキットとスポーツサスペンションを装備している。
2005年11月18日、2006年モデルを発売。グレードは「S60」、「S60 2.4」、「S60 2.5T」、「S60 AWD」、「S60 T-5」の5種類。バンパーやサイドモールをボディ同色とし、15インチアルミホイールを標準装備とした。
2006年2月10日、特別仕様車「Selection」を発売。
2006年8月19日、一部改良。新デザインのフロントグリルやフロントバンパー、フロントスポイラーを採用したほか、「R」モデルに日本初採用となる「BLIS」（ブラインド・スポット・インフォーメーション・システム）を搭載した。
2008年8月20日、2009年モデルを発売。上級の装備が施される新たなグレード「Classic」が設定された。

## 2代目（2010-2018年）
2008年11月24日、S60コンセプトの写真を公開。実車は2009年1月11日から開催されるデトロイトモーターショーで初公開される。
2009年11月10日、2代目となる「S60」が初公開された。市販モデルは、2010年3月のジュネーヴモーターショーで発表。2010年5月17日に生産を開始した。日本では、2011年3月5日に発売を開始。
先代と同様に、曲線を使用した流麗なデザインが特徴。プラットフォームはボルボ・Y20プラットフォーム（フォード・EUCDプラットフォーム）を使用。なお後に登場するステーションワゴン版のV60は2代目とコンポーネンツの大半を共用している。
2012年6月16日、コンセプトカー「S60ポールスター」を初公開した。ポールスターがチューニングを施したコンセプトカーで、3.0 L直列6気筒ガソリンターボ「T6」が最高出力508ps、最大トルク58.6kgmを発揮する。トランスミッションは6速MT、駆動方式は4WD、0‐100km/h加速は3.9秒を達成する。
2013年11月21日、広州モーターショーにて「S60L」を初公開した。「S60」をベースに80mmホイールベースを延長したモデルである。
2014年4月20日、北京モーターショーにて「S60L PPHEV」を初公開。「PPHEV」はペトロール・プラグイン・ハイブリッド・エレクトリック・ビークルの略で「S60L」をベースにしたプラグインハイブリッド車となる。
2015年1月12日、デトロイトモーターショーにて「S60クロスカントリー」が初公開された。「S60」をベースに車高を65mmアップしたほか、樹脂製のフェンダーエクステンションを追加した。
2015年4月20日、上海モーターショーにて「S60L T6 ツインエンジン」が初公開される。「S60L」をベースにしたプラグインハイブリッド車で、蓄電容量11.2kWhのリチウムイオンバッテリーを搭載する。

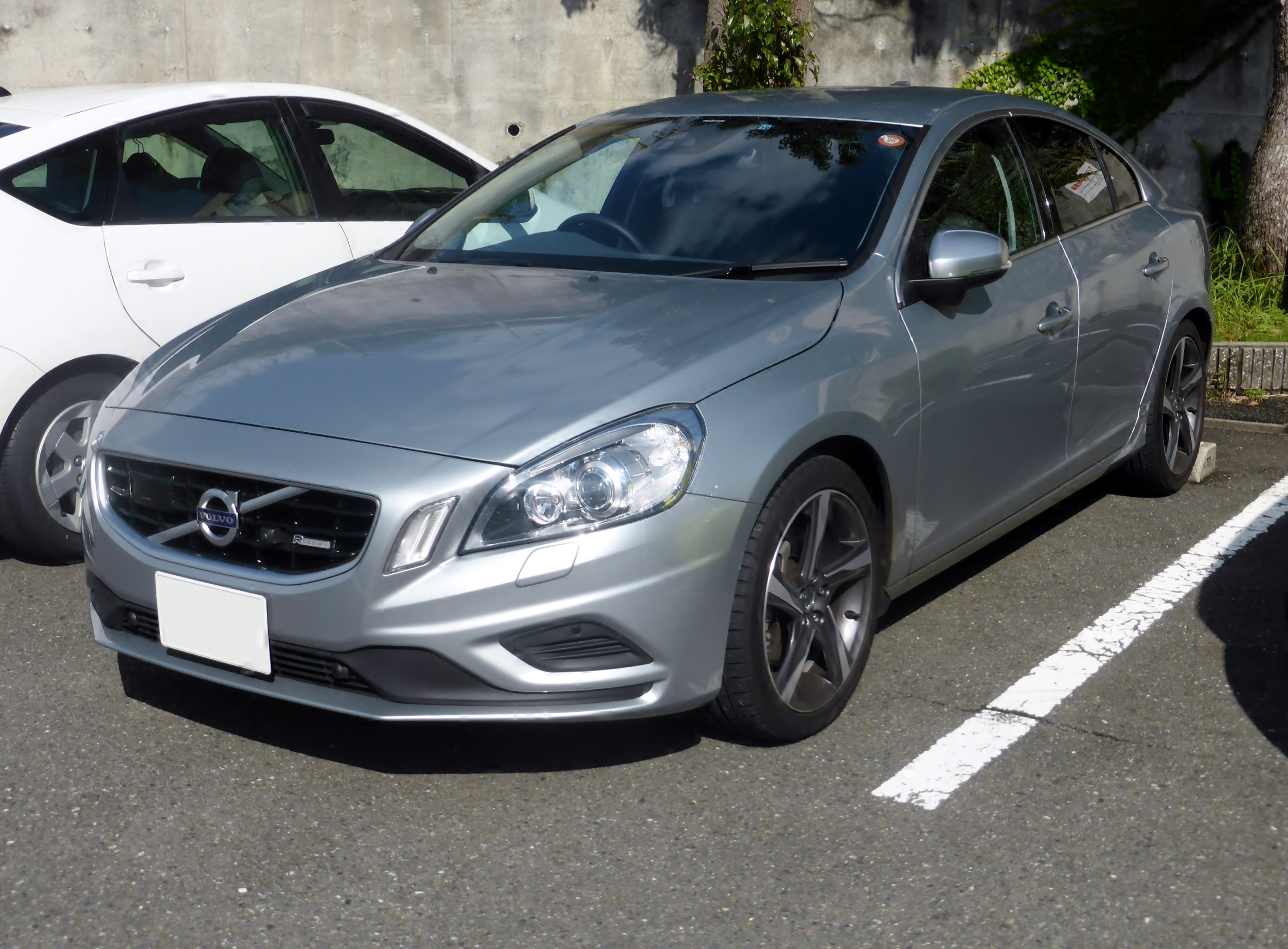
T6-Rデザイン前期型

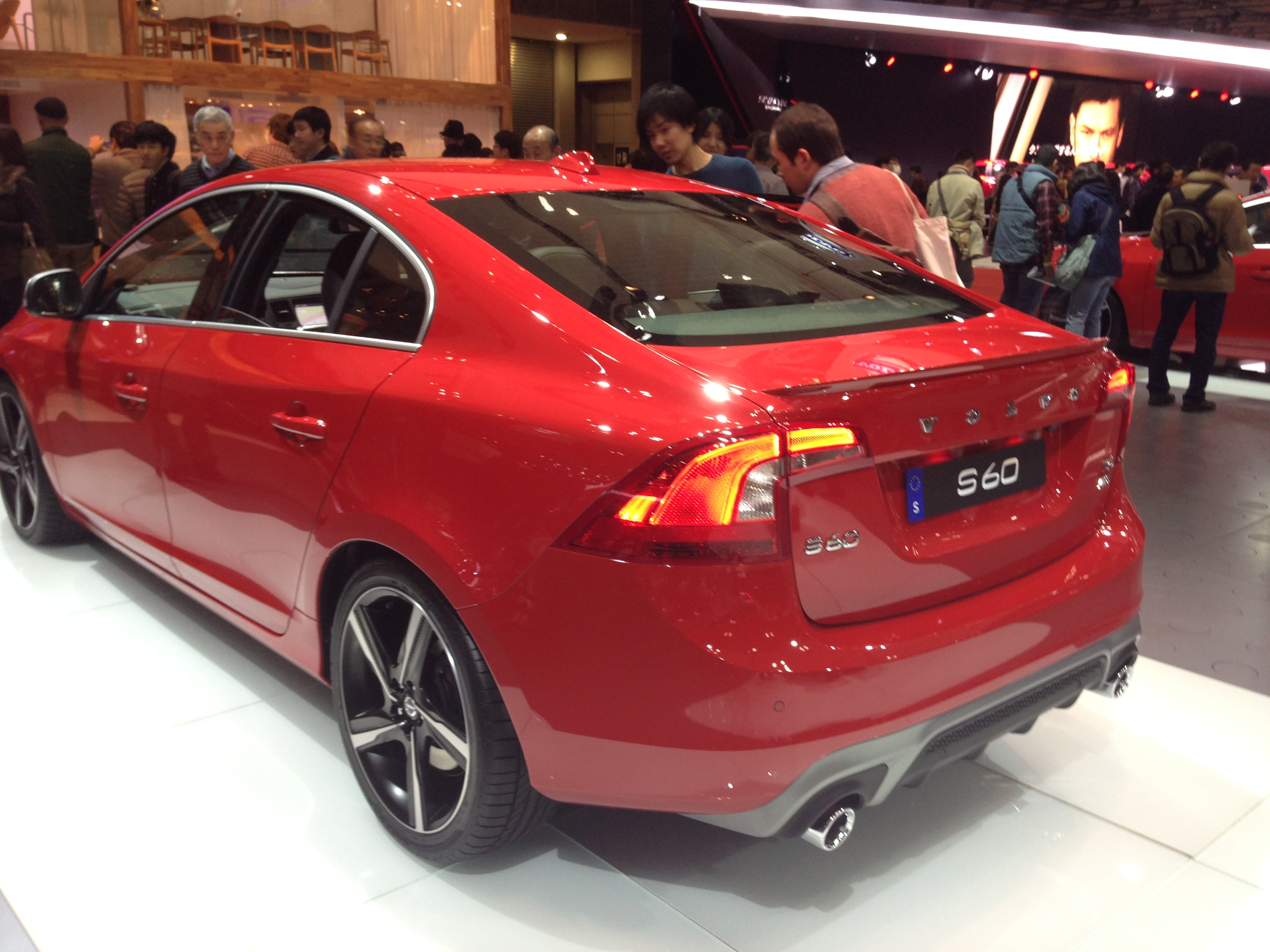
T6 AWD R-Design 後期型

### 日本での販売
2010年12月、ティーザーサイトを開設。
2011年1月27日、2代目「S60」を同年3月5日に発売すると発表。グレードは1.6 L直列4気筒ターボを搭載する「DRIVe」、3.0 L直列6気筒ターボを搭載する「T6 AWD SE」、「T6 AWD R-DESIGN」をラインナップする。トランスミッションはすべて6速ATで、駆動方式は1.6L車がFF、3.0L車が4WDである。安全装備では衝突被害軽減ブレーキ「シティセーフティ」を標準装備。また時速35km以下のとき、歩行者や前方走行車両との衝突を回避する「ヒューマン・セーフティ」も選択できる。
2011年7月15日、2012年モデルを発売。燃費性能が改善された。
2011年11月9日、100台の特別限定車「Sports」を発売。シャシーをダイナミックシャシーに変更し、18インチアルミホイールやトランクスポイラーが装備される。
2012年2月21日、100台の特別限定車「T4 R-DESIGN」を発売。「DRIVe」をベースに専用フロントバンパーやリアディフューザー、デュアルスポーツテールパイプ、5本スポーク「ダイヤモンドカット」18インチホイールを装備。フロントにはストラットタワーバーを追加しボディ剛性を高め、リアサスペンションにはモノチューブダンパーを採用している。
2012年5月15日、300台の特別限定車「T4 R-DESIGN」を発売。
2012年8月17日、2013年モデルを発売。燃費性能を向上させたほか、装備を充実させた。
2012年11月5日、T6エンジン（3.0L直列6気筒直噴ターボ、型式B6304T）の能力を向上させる専用エンジン・プログラム「ポールスター・パフォーマンス・パッケージ」を発売。
2012年11月27日、「T4」に40台の特別仕様車「スカンジナビアン・リミテッド」を設定し発売。
2013年8月27日、大幅改良された2014年モデルを発売。ワイドなフロントグリルやバンパーのLEDポジションランプ、新形状のボンネットなどを採用しデザインを一新した。またリアバンパーのボディー同色部分を拡大。「T6 AWD」には新デザインのトランクスポイラーを採用した。
2013年10月25日、スポーティーグレード「T4 R-DESIGN」「T6 AWD R-DESIGN」を発売。専用デザインのフロントグリル、バンパー、アルミホイールなどを装備する。
2014年2月20日、一部改良。「T5 SE」「T5 R-DESIGN」に新開発の2.0L直列4気筒直噴ガソリンターボエンジンと8速ATを採用したほか、電動パワーステアリングを採用し燃費性能を向上させた。また、「LKA」と縦列駐車支援機能「パークアシスト・パイロット」を選択できる。
2014年5月1日、ポールスター社がチューニングした30台限定の特別仕様車「S60ポールスター（Polestar）」の受注を開始。「T6 AWD R-DESIGN」をベースに、3.0L直列6気筒ターボエンジンをボルグワーナー製のツインスクロールターボやインタークーラー、専用コンピューターなどでチューンし、最高出力350ps、最大トルク51.0kgmを発揮。6速ATを組み合わせ、0-100km/h加速4.9秒、最高速度は250km/h（リミッター制限）。
2014年5月23日、特別仕様車「Luxury Edition」を設定し発売。「T4 SE」をベースに「ヒューマンセーフティー」などの装備を充実させた。
2014年8月19日、特別仕様車「T4 R-DESIGN PLUS」を発売した。「T4 R-DESIGN」をベースに安全機能が標準装備されている。
2014年10月1日、一部改良。これまでオプション設定だった装備にリアビューカメラを加えた全10種類の安全装備・運転支援機能を「IntelliSafe10」として標準装備した。
2015年4月8日、特別仕様車「ラグジュアリーエディション」を設定。
2015年6月1日、ポールスター社がチューニングした10台限定の特別仕様車「S60ポールスター」の予約受注を開始。2014年には日本に30台導入され、今回は10台導入される。
2015年7月23日、2.0L直列4気筒ディーゼルターボエンジン「D4」搭載モデルの導入を発表。同日に販売を開始した。アイシンAW（現:アイシン）製の8速ATを組み合わせ、「D4 SE」「D4 R-DESIGN」の2グレードを展開する。
2015年12月28日、ディーゼル車「D4 SE」の価格を2016年1月1日より変更すると発表。
2016年2月1日、新しいエンジンを搭載したモデルを発売。スーパーチャージャー付き2.0L直列4気筒直噴ターボエンジンを搭載する「T6 AWD R-DESIGN」が追加された。また、1.5L直列4気筒直噴ターボエンジンを搭載する「T3 SE」も設定された。
2016年8月10日、特別仕様車「D4 Dynamic Edition」の販売を開始。
2017年8月22日、一部仕様を変更し発売。「Tack」、「Classic」グレードが追加設定された。
2017年10月27日、ポールスター社がチューニングした特別仕様車「S60ポールスター」の2018年モデルを20台限定で発売開始。フロントスポイラー下部、サイドシル下部、ドアミラーカバー、トランクスポイラーエクステンション部にカーボンファイバーのパーツを装備。また、専用のフロントスカッフプレートには、1から1500までのシリアルナンバーが刻まれる。

## 3代目（2019年- ）
2018年6月20日、8年ぶりにフルモデルチェンジした新型S60を発表した。プラットフォームは「SPA」（スケーラブル・プロダクト・アーキテクチャ）を採用。エクステリアはクーペルックでないノッチバックの基本フォルムを採用。先代に比べ全長が延びた一方、全幅、全高が縮小され、伸びやかなスタイリングを実現した。インテリアはV60と共通のスカンジナビアンデザインが採用されている。
3代目となるS60は、米国にあるサウスカロライナ州チャールストンの新工場で生産される。
直列4気筒ガソリン・エンジンとPHEV（プラグインハイブリッド）搭載モデルのみでディーゼル・エンジンの設定はない。
2022年10月、販売不振によりイギリスでの販売を撤退した。

### 日本での販売
2019年11月5日に発表。「V60」同様全幅を1850mmに抑え、日本で扱いやすいサイズとなっている。導入されるグレードは2.0L直列4気筒直噴ターボガソリンエンジンを搭載し、最高出力190psを発揮する「T4 Momentum」、最高出力254psを発揮する「T5 Inscription」。PHEVモデルは「T6 Twin Engine AWD Inscription」が導入され、最高出力253psを発揮する2.0L直列4気筒直噴ターボ+スーパーチャージャーガソリンエンジンをフロントに、240Nmのトルクを発生させる電気モーターをリアに配置している。
2019年11月5日、PHEVモデルの特別限定車「T8 Polestar Engineered」を30台限定で発売。ポールスターのチューニングによって2.0L直列4気筒直噴ターボ+スーパーチャージャーガソリンエンジンの出力を333PS（245kW）に引き上げている。エクステリアは「R-Design」をもとに専用の前後バンパーやフロントグリルなどを装備する。

### ギャラリー

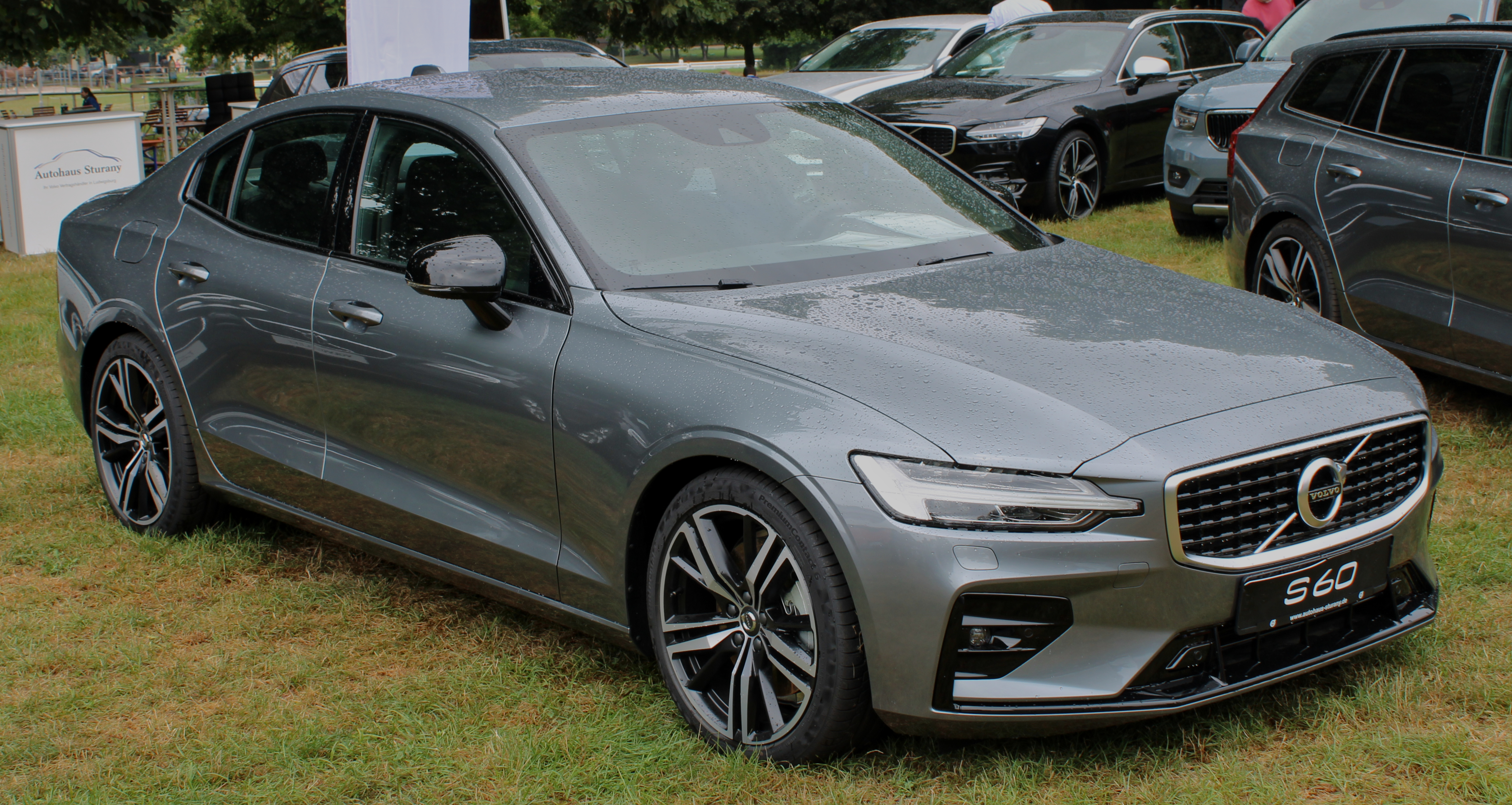
T5 R-Design フロント
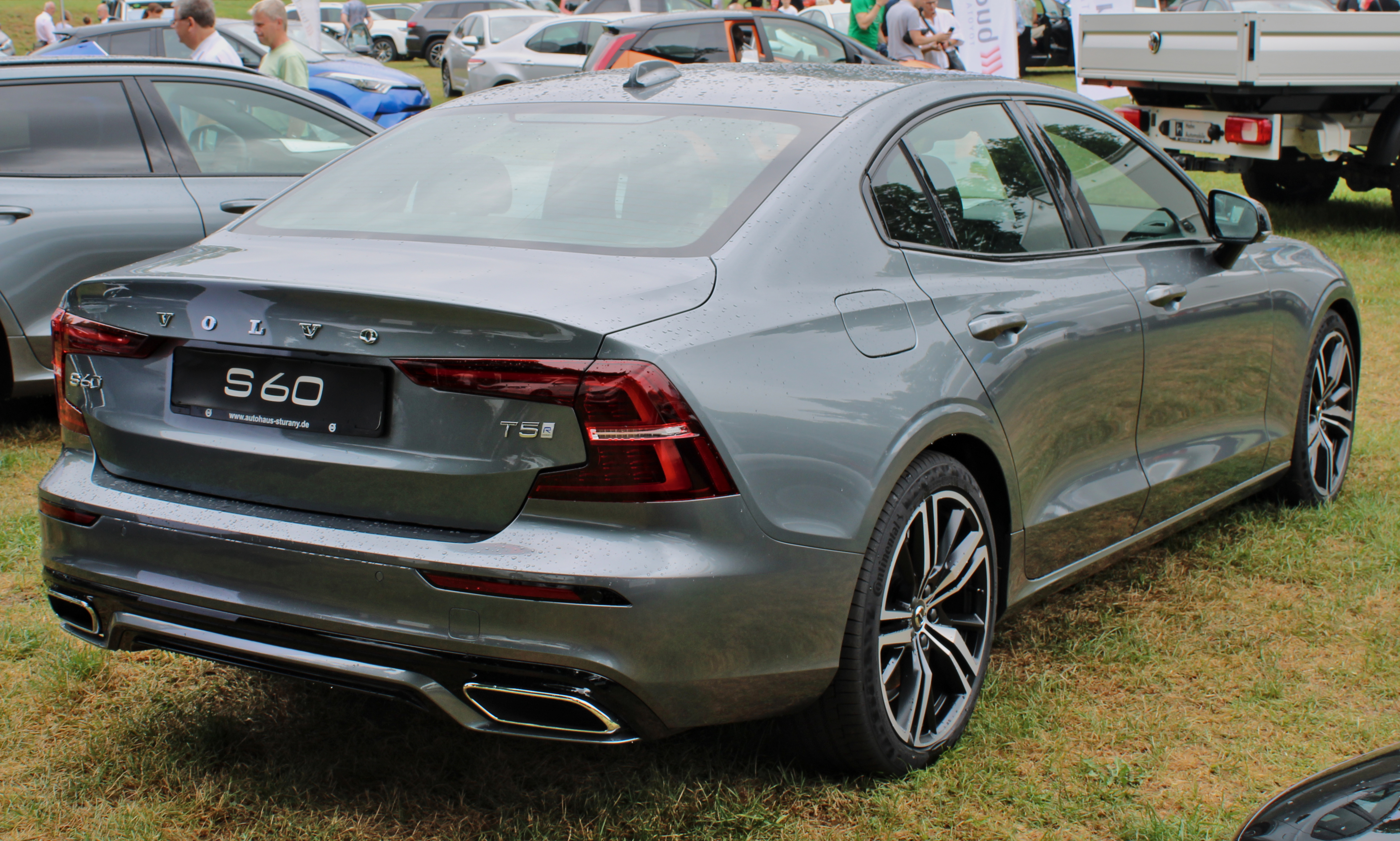
T5 R-Design リア
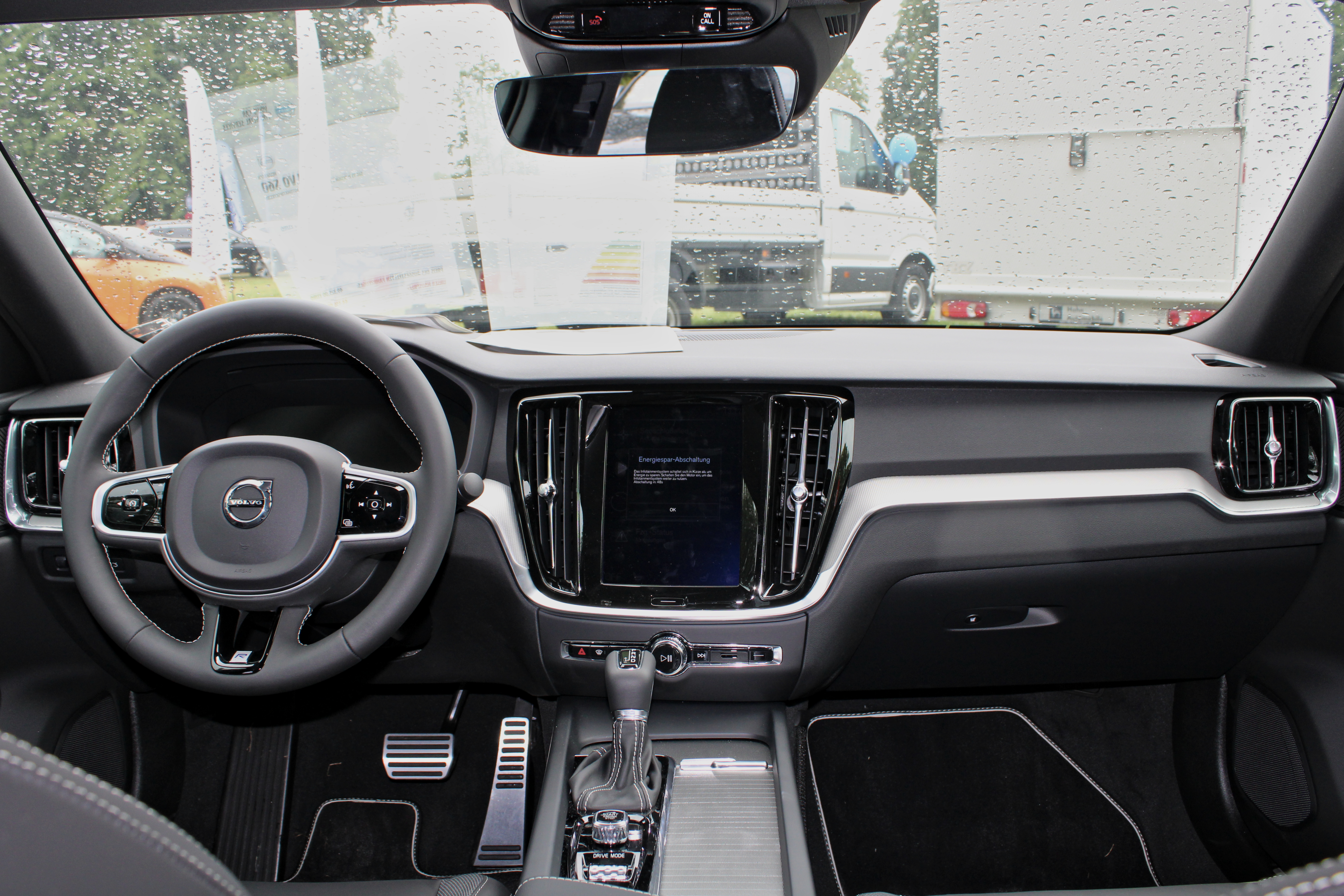
T5 R-Design インテリア
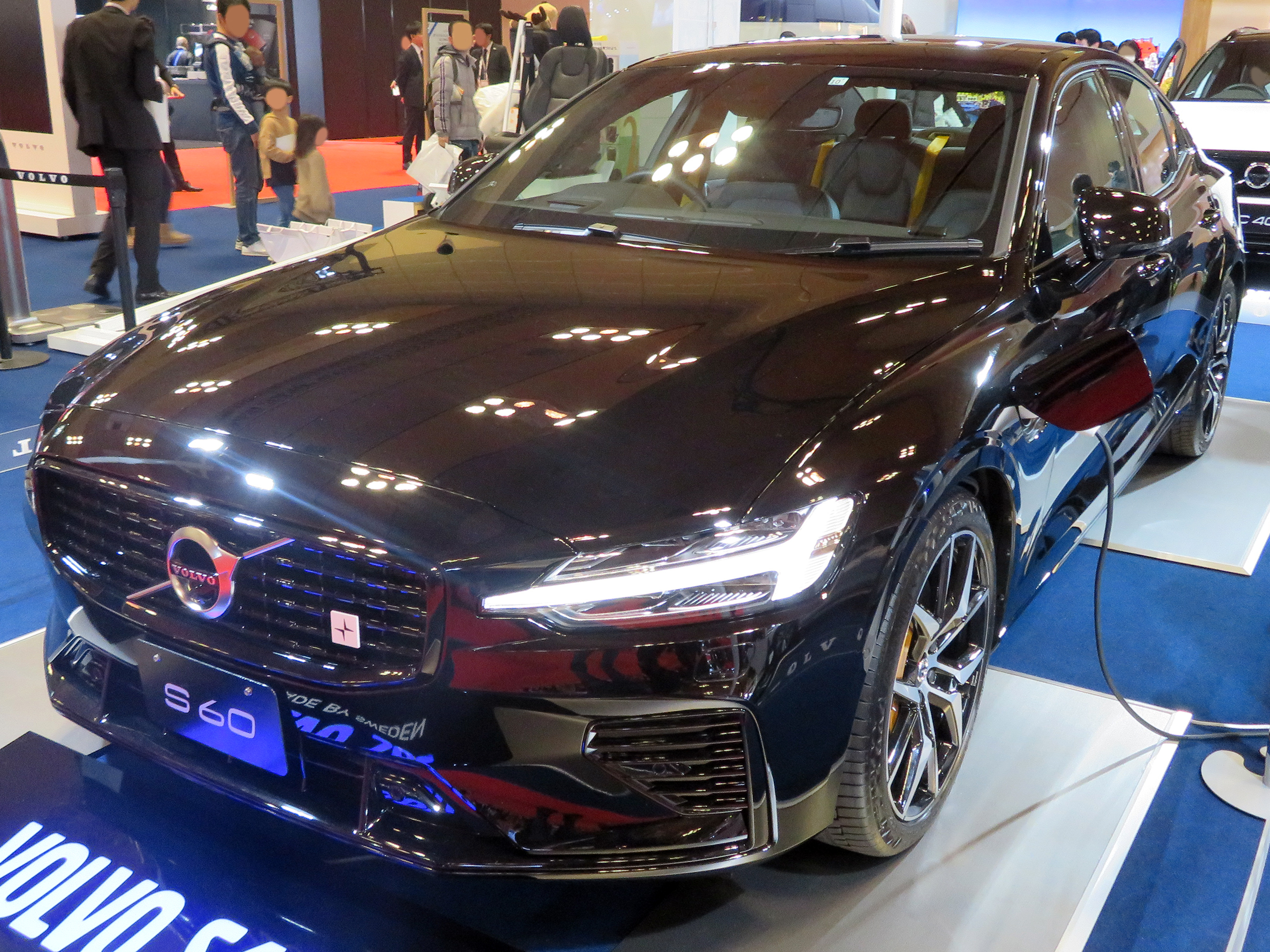
T8 Polestar Engineered フロント
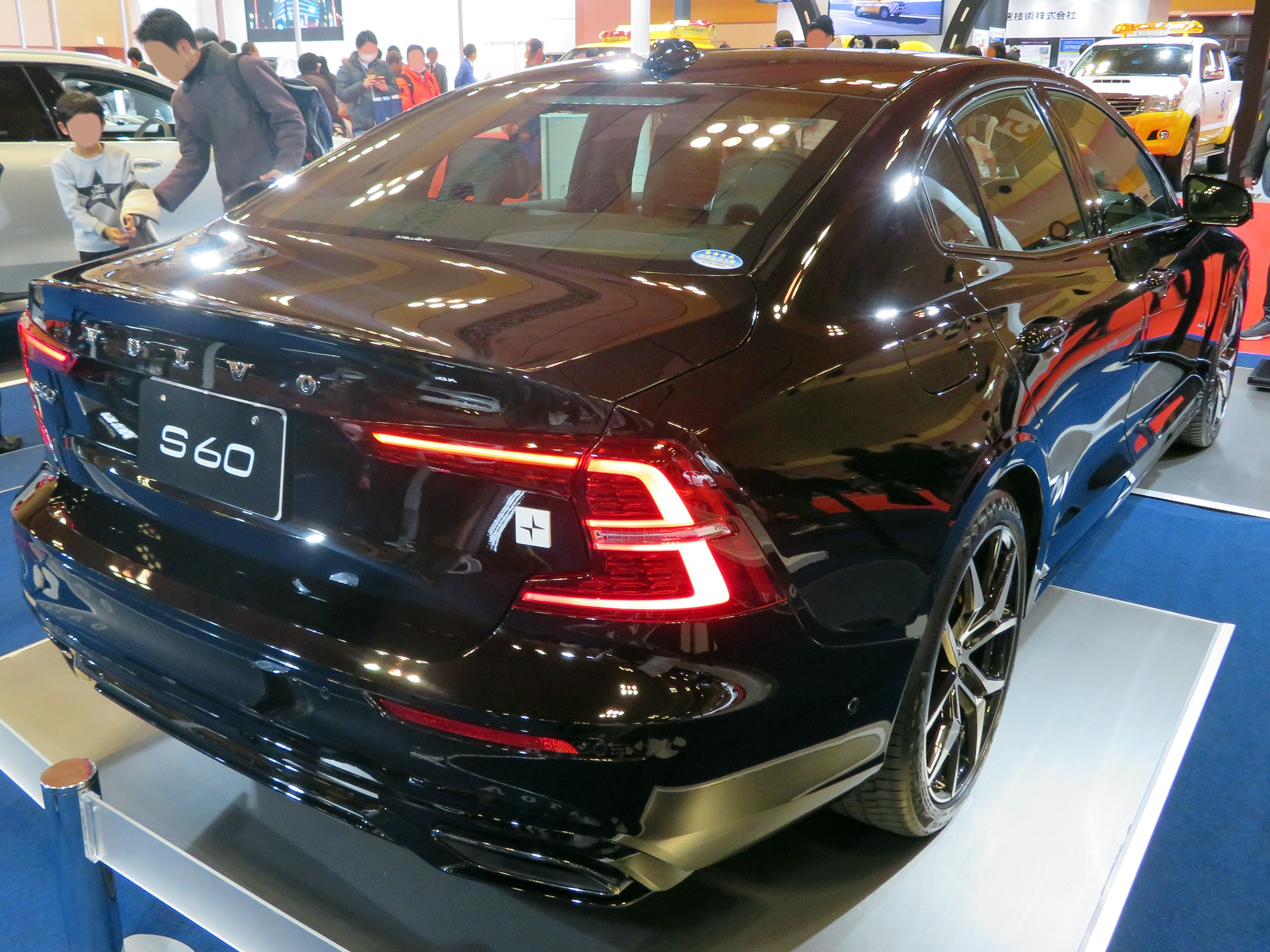
T8 Polestar Engineered リア

## エンジン
| モデル | 形式     | 年式  | 最高出力(rpm)        | 最大トルク(rpm)             | 総排気量 | 備考                                |
| ------ | -------- | ----- | -------------------- | --------------------------- | -------- | ----------------------------------- |
| T5     | B4204T26 | 2019– | 250 kW (340 PS) 5500 | 350 N⋅m (36 kg⋅m) 1800–4800 | 1969cc   | 水冷直列4気筒ターボチャージエンジン |
| T6     | B4204T29 | 2019– | 310 kW (421 PS) 5700 | 400 N⋅m (41 kg⋅m) 2200–5100 | 1969cc   | 水冷直列4気筒ターボチャージエンジン |

| モデル               | 形式     | 年式  | 最高出力(rpm)        | 最大トルク(rpm)             | 総排気量 | 備考                                |
| -------------------- | -------- | ----- | -------------------- | --------------------------- | -------- | ----------------------------------- |
| - T8 Twin Engine AWD | B4204T34 | 2019– | 390 kW (530 PS) 6000 | 640 N⋅m (65 kg⋅m) 2200–4800 | 1969cc   | 水冷直列4気筒ターボチャージエンジン |